# Obergelpe
Obergelpe ist ein ehemals eigenständiger Ortsteil von Gummersbach im Oberbergischen Kreis im südlichen Nordrhein-Westfalen, Deutschland. Er gehört heute zum Ortsteil Hülsenbusch.

## Lage und Beschreibung
Obergelpe liegt im Nordwesten von Gummersbach nahe der Grenze zu Marienheide im Tal des Baches Gelpe nordöstlich von Niedergelpe.

## Geschichte
1174 wurde der Ort (noch nicht unterschieden in „Nieder-“ und „Ober-“ als Gelpe) erstmals urkundlich erwähnt im Zusammenhang mit der Übertragung des Zehnten durch das Severinsstift auf den Vogt Engelbert von Berg.